# Coupe d'Allemagne de patinage artistique 1992
Navigation
Édition précédente Édition suivante
La Coupe d'Allemagne était une compétition internationale de patinage artistique qui se déroulait en Allemagne au cours de l'automne, entre 1986 et 2004. Elle accueillait des patineurs amateurs de niveau senior dans quatre catégories: simple messieurs, simple dames, couple artistique et danse sur glace. En 1992, son nom officiel était la Coupe des nations.
La sixième Coupe d'Allemagne est organisée du 11 au 15 novembre 1992 à Gelsenkirchen.

## Résultats

### Messieurs
| Rang | Nom                    | Pays            | Points | Prog. court | Prog. libre |
| ---- | ---------------------- | --------------- | ------ | ----------- | ----------- |
| 1    | Todd Eldredge          | États-Unis      | 1.5    | 1           | 1           |
| 2    | Aleksey Urmanov        | Russie          | 3.0    | 2           | 2           |
| 3    | Vyacheslav Zahorodnyuk | Ukraine         | 4.5    | 3           | 3           |
| 4    | Nicolas Pétorin        | France          | 6.0    | 4           | 4           |
| 5    | Steven Cousins         | Royaume-Uni     | 7.5    | 5           | 5           |
| 6    | Aren Nielsen           | États-Unis      | 10.0   | 6           | 7           |
| 7    | Sébastien Britten      | Canada          | 10.5   | 9           | 6           |
| 8    | Ronny Winkler          | Allemagne       | 11.5   | 7           | 8           |
| 9    | Gizo Bliadze           | Allemagne       | 13.0   | 8           | 9           |
| 10   | Antonio Moffa          | Italie          | 15.0   | 10          | 10          |
| 11   | Jaroslav Suchy         | Tchécoslovaquie | 16.5   | 11          | 11          |
| 12   | Tsuyoshi Kurasaka      | Japon           | 18.0   | 12          | 12          |

### Dames
| Rang    | Nom                | Pays            | Points | Prog. court | Prog. libre |
| ------- | ------------------ | --------------- | ------ | ----------- | ----------- |
| 1       | Surya Bonaly       | France          | 1.5    | 1           | 1           |
| 2       | Tanya Bingert      | Canada          | 3.0    | 2           | 2           |
| 3       | Marina Kielmann    | Allemagne       | 5.0    | 4           | 3           |
| 4       | Oksana Baiul       | Ukraine         | 7.0    | 6           | 4           |
| 5       | Tonia Kwiatkowski  | États-Unis      | 7.5    | 5           | 5           |
| 6       | Lenka Kulovana     | Tchécoslovaquie | 7.5    | 3           | 6           |
| 7       | Charlene Von Saher | Royaume-Uni     | 11.5   | 7           | 8           |
| 8       | Tanja Szewczenko   | Allemagne       | 12.0   | 10          | 7           |
| 9       | Tatiana Rachkova   | Russie          | 13.0   | 8           | 9           |
| 10      | Cristina Mauri     | Italie          | 14.5   | 9           | 10          |
| 11      | Misachi Kashiwagi  | Japon           | 16.5   | 11          | 11          |
| Forfait | Marie-Pierre Leray | France          |        |             |             |

### Couples
| Rang | Nom                                  | Pays        | Points | Prog. court | Prog. libre |
| ---- | ------------------------------------ | ----------- | ------ | ----------- | ----------- |
| 1    | Mandy Wötzel / Ingo Steuer           | Allemagne   | 1.5    | 1           | 1           |
| 2    | Kyoko Ina / Jason Dungjen            | États-Unis  | 3.5    | 3           | 2           |
| 3    | Oksana Kazakova / Dmitri Sukhanov    | Russie      | 4.0    | 2           | 3           |
| 4    | Jodeyne Higgins / Sean Rice          | Canada      | 6.5    | 5           | 4           |
| 5    | Jekaterina Silnitzkaja / Marno Kreft | Allemagne   | 7.0    | 4           | 5           |
| 6    | Elena Vlasenko / Sergej Ostriy       | Ukraine     | 9.5    | 7           | 6           |
| 7    | Vicky Pearce / Clive Shorten         | Royaume-Uni | 10.0   | 6           | 7           |
| 8    | Line Haddad / Sylvain Privé          | France      | 12.0   | 8           | 8           |

### Danse sur glace
| Rang | Nom                                     | Pays             | Points | Danse imposée | Danse originale | Danse libre |
| ---- | --------------------------------------- | ---------------- | ------ | ------------- | --------------- | ----------- |
| 1    | Anzhelika Krylova / Vladimir Fedorov    | Union soviétique | 3.0    | 2             | 2               | 1           |
| 2    | Stefania Calegari / Pasquale Camerlengo | Italie           | 3.0    | 1             | 1               | 2           |
| 3    | Jennifer Goolsbee / Hendryk Schamberger | Allemagne        | 6.0    | 3             | 3               | 3           |
| 4    | Jacqueline Petr / Mark Janoschak        | Canada           | 8.6    | 4             | 5               | 4           |
| 5    | Amy Webster / Ron Kravette              | États-Unis       | 9.4    | 5             | 4               | 5           |
| 6    | Radmila Chrobokova / Milan Brzy         | Tchécoslovaquie  | 12.0   | 6             | 6               | 6           |
| 7    | Kati Winkler / Rene Lohse               | Allemagne        | 14.0   | 7             | 7               | 7           |
| 8    | Kayo Shirahata / Hiroshi Tanaka         | Japon            | 17.0   | 9             | 9               | 8           |
| 9    | Olena Hrushyna / Ruslan Honcharov       | Ukraine          | 17.0   | 8             | 8               | 9           |

## Source
- (en) « Ice ABROAD, NATIONS CUP, GELSENKIRCHEN, GERMANY, NOVEMBER 12-14 1992 », sur usfsa.xmlmanager.qg.com